# Orrorin tugenensis
Orrorin tugenensis се смята за втория най-стар познат предшественик хоминин, който е възможно да е свързан с днешните хора и единствения вид класифициран в род Орорин (Orrorin). Използването на техники за радиоактивно датиране, вулканичните скали и лава, съотношения във фауната и магнитна стратиграфия водят до изчисляване на намерените фосили на приблизително времето преди 6,1 и 5,8 млн. години по време на Миоцена. Това откритие е важно поради това че Орорин е може би най-ранният ходещ на два крака хоминин.
Групата открила тези фосили през 2000 г. е водена от Бриджит Сенут и Мартин Пикфорд от Muséum national d'histoire naturelle. Откривателите заключават, че Орорин е хоминин на основата на придвижването на два крака и зъбната анатомия; опирайки се на това те датират разцепването между хомините и африканските човекоподобни маймуни преди поне 7 милиона години в през най-горната епоха на Миоцена.